# شفیلد داک‌‌فست
شفیلد داک‌فست (به انگلیسی: Sheffield DocFest) (با نام سابق شفیلد داک‌/فست) با نام کامل جشنواره بین‌المللی مستند شفیلد (اختصاری SIDF) یک جشنواره فیلم مستند بین‌المللی و بازار صنعت فیلم است که هر ساله در شهر شفیلد، انگلیس برگزار می‌شود.
این جشنواره شامل نمایش فیلم، نمایشگاه‌های تعاملی واقعیت مجازی، گفتگوها و نشست‌ها، بازار و توانایی برای سرمایه‌گذاری و اشاعهٔ فیلم‌های مستند فیلم‌سازان و ترقی آن‌ها، رویدادهای زنده و جوایز خودش می‌باشد.
از سال ۱۹۹۴ که این جشنواره برپا گردید، داک‌فست به بزرگ‌ترین جشنواره فیلم مستند بریتانیا و سومین در دنیا تبدیل شده است. بی‌بی‌سی از این جشنواره با عنوان «یکی از جلوه‌گرهای پیشرو فیلم‌های مستند» نام برده است.